# Jaume Aiats i Abeyà

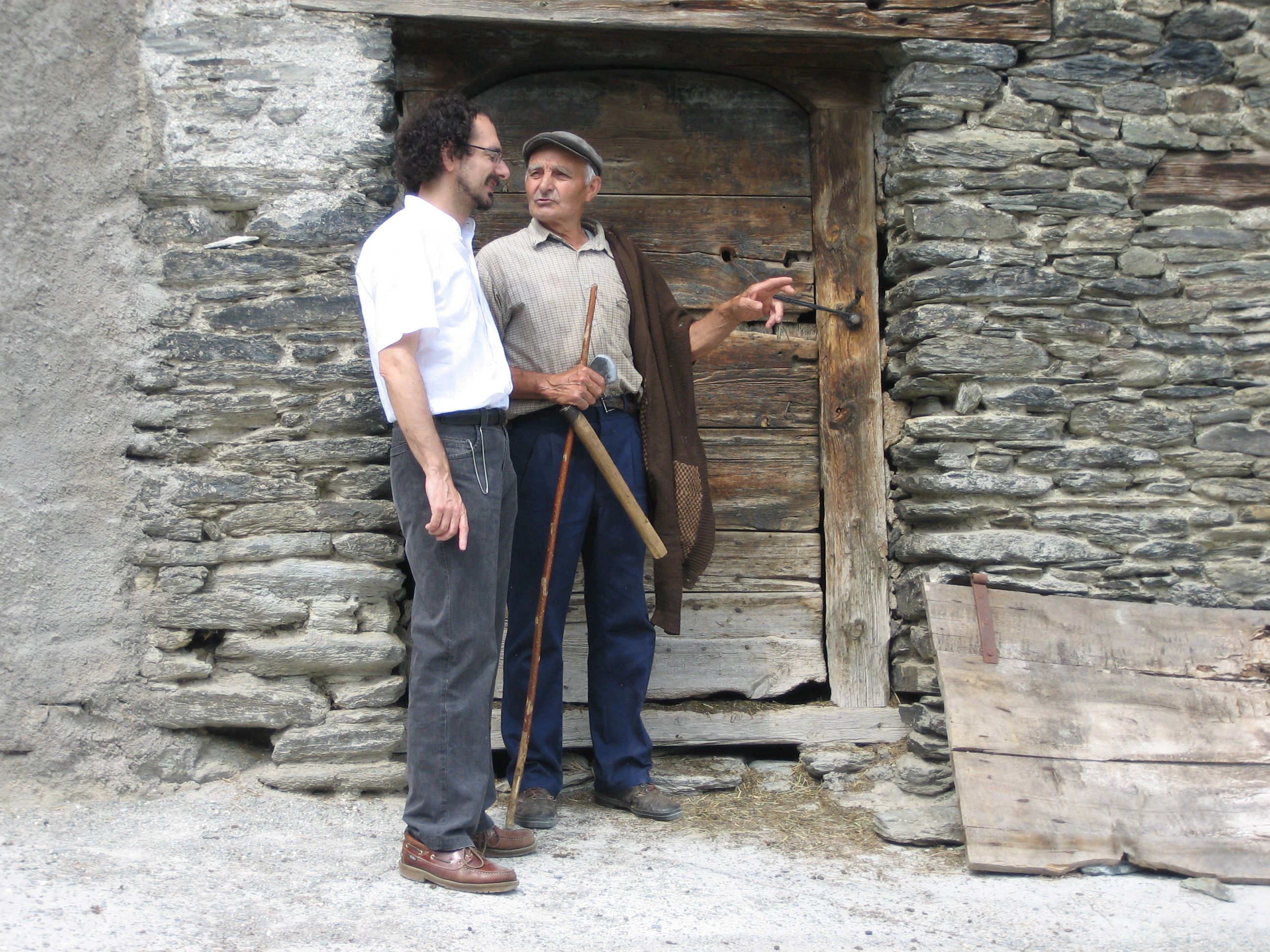
Jaume Aiats conversa amb el cantador Joan Ros de casa Cabiró d'Arestui

Jaume Aiats i Abeyà (Vic, 1960) és un músic i professor d'etnomusicologia a la Universitat Autònoma de Barcelona. Doctor en Història de l'Art (especialitat de musicologia) per la Universitat Autònoma de Barcelona, llicenciat en Filologia Catalana per la Universitat de Barcelona, i professor de violí pel Conservatori Superior Municipal de Música de Barcelona. Ha estat director del Museu de la Música de Barcelona entre el 2012 i el 2020.
També ha realitzat estudis d'etnomusicologia a l'École des Hautes Études en Sciences Sociales de París. Ha escrit la seva tesi doctoral sobre l'expressió sonora de les multituds en el món urbà europeu i ha investigat la música oral catalana amb el Grup de Recerca Folklòrica d'Osona, usant el sistema giusto sil·làbic per analitzar aquesta música i comparar-la amb altres músiques de tradició oral, com la sarda i la romanesa. Ha treballat com a instrumentista d'orquestra (Orquestra Simfònica de Barcelona i Nacional de Catalunya, i Orquestra Simfònica del Vallès).
Ha comissariat l'exposició Veus de la Mediterrània del Museu de la Mediterrània, i és autor amb Joaquim Rabaseda del documental Veus i sons de la Mediterrània. Dirigeix projectes de recerca dins del grup d'investigació «Les músiques en les societats contemporànies» (MUSC) de la UAB i col·labora en cursos de l'ESMUC. També canta amb el grup La Nova Euterpe.
Guardonat el 2012 amb el Premi Nacional de Cultura Popular.
El 2014 va adaptar al català la cançó letona Saule, Perkons, Daugava (el sol, el tro, el riu Daugava), composta per Martin Braun i convertida en himne de la Via Bàltica l'any 1989. Amb el títol Ara és l'hora, Aiats ha adaptat el text a partir del poema Meditació última de Miquel Martí i Pol.
Del març al juny de 2018 fou professor visitant a la Universitat de Chicago per impartir l'assignatura Catalan Multipart Singing in Modern and Contemporary history: from Religious Brotherhoods to taverns and Choir Societies, mentre ocupa la Càtedra Joan Coromines.
La tardor de 2022, l'Atlàntida de Vic va estrenar La Balada d'en Solé Sugranyes, la primera òpera elaborada sobre polifonies tradicionals amb música i versos d'Aiats. L'obra ressegueix els tres darrers anys de la vida de l'anarquista i militant del Moviment Ibèric d'Alliberament (MIL) Oriol Solé i Sugranyes, fins a la seva mort a trets, l'abril de 1976, quan intentava travessar la frontera amb França.

## Publicacions
En els darrers anys ha publicat:
- «L'ordre sonor de l'espai públic en l'Antic Règim», dins Els sons de Barcelona a l'edat moderna (ed. Tess Knighton, MUHBA, 2016, p. 37-46).
- El Claviorgue Hauslaib del Museu de la Música de Barcelona (Documenta Universitaria, Museu de la Música de Barcelona, 2013)[11]
- Els Segadors, de cançó eròtica a himne nacional (L'Avenç, 2011)
- Explica'm una cançó. 20 Tradicionals catalanes (Rafael Dalmau Editor, 2009)
- Cantadors del Pallars. Cants religiosos de tradició oral al Pirineu / Religious Chants of the Oral Tradition in the Pyrinees (en col·laboració amb Anna Costal i Fornells i Iris Gayete Acero) (Barcelona: Rafael Dalmau Editor, 2010)
- «Els músics de Figueres a les dècades de 1850 a 1870», pàgines 18-28 dins Anna Costal i Fornells, Pep Ventura abans del mite. Quan la sardana era un ball de moda (catàleg d'exposició) (Figueres: 2010)
- «Mattutino e Ufficio delle Tenebre a Calvi» (en col·laboració amb Anna Costal i Fornells, Iris Gayete i Acero i Joaquim Rabaseda Matas), Tre voci per pensare il mondo. Pratiche polifoniche confraternali in alta Corsica, n. (Nota, 2010)
- Explica'm una altra cançó. Tió, Nadal i Reis (Barcelona: Rafael Dalmau Editor, 2009)
- Sardanes (en col·laboració amb Anna Costal i Fornells i Joaquim Rabaseda i Matas, Girona: Diputació de Girona i Caixa de Girona, 2009)
- Cantar a la fàbrica, cantar al coro. Els cors obrers a la conca mitjana del Ter (Eumo, 2008)
- «Entre la música autèntica i la música perfum. La funció social de la música i les profundes transformacions contemporànies», dins La música més enllà del comerç (Indigestió Musical, Barcelona, 2008, p. 37-45).
- Les chants traditionnels des pays catalans (Isatis i Centre Occitan des Musiques et Danses Traditionnelles Toulouse Midi-Pyrénées, 2008)
- Córrer la sardana: balls, joves i conflictes (Rafael Dalmau Editor, 2006).[1]
- Cantar al coro, cantar a la fàbrica (Vic: Eumo, 2008)
- Les chants traditionneles des Pays Catalans (Toulousse: Isatis, 2008)
- Explica'm una cançó. 20 cançons tradicionals catalanes (Barcelona: Rafael Dalmau Editor, 2008)
- Córrer la sardana. Balls, joves i conflictes (en col·laboració amb Montserrat Cañellas, Gianni Ginesi, Jaume Nonell i Joaquim Rabaseda) (Barcelona: Rafael Dalmau Editor, 2006)
- La Sibil·la i les Maitines a Mallorca. DVD subtitulat en 5 llengües (en col·laboració amb Francesc Vicens, Antònia Maria Sureda, Antònia Oliver, Rosa Barceló, Mònica López i Amadeu Corbera) (Palma: Consell de Mallorca, Departament de Cultura, 2006)
- Tonades de Feina a Mallorca / Worksongs in Mallorca / Cantos de trabajo en Mallorca / Arbeitslieder aus Mallorca / Chants de travail à Mallorca (en col·laboració amb Antònia Maria Sureda i Francesc Vicens) (Palma: Consell de Mallorca, Departament de Cultura, 2006)
- «Los grupos de música tradicional en l'actual Catalunya o la construcción de una identidad alternativa» (Revista Transcultural de Música, n. 8 2004)
- «El sorgiment de la Música Tradicional» dins Xosé Aviñoa, editor, Història de la música catalana, valenciana i balear, volum VI (Barcelona: Edicions 62, 2001)
- «Chez les indiens Pumé de la Savane vénézuélienne» dins Denis Laborde (editor), Tout un monde de musique: identifier, enquêter, analyser, conserver (París: L'Harmattan, 1996)
- «Como modelar la imagen sonora del grupo: los eslóganes de manifestación» (Antropología, revista de pensamiento y estudios etnográficos, n. 15-16, 1996)
- Cançons i tonades tradicionals de la comarca d'Osona (en col·laboració amb Ignasi Roviró i Xavier Roviró) (Barcelona: Departament de Cultura de la Generalitat de Catalunya, 1994)
- «Troupes françaises hors du Golfe, Proférer dans la rue: les slogans de manifestation» (Ethnologie Française, n. XII, 1992)